# Federico Augusto di Anhalt-Dessau
Federico Augusto di Anhalt-Dessau (tedesco: Friedrich August von Anhalt-Dessau; Dessau, 23 settembre 1799 – Dessau, 4 dicembre 1864) è stato un principe tedesco del ramo cadetto di Anhalt-Dessau del Casato d'Ascania.

## Biografia
Federico è nato a Dessau il 23 settembre 1799 come quartogenito (ma terzo figlio superstite) di Federico, principe ereditario di Anhalt-Dessau, e di sua moglie Amalia d'Assia-Homburg, figlia di Federico V, langravio d'Assia-Homburg.

## Matrimonio
A Offenbach am Main il 11 settembre 1832, Federico Augusto sposò Maria Luisa Carlotta d'Assia-Kassel (Copenaghen, 9 maggio 1814 - Schloss Hohenburg, 28 luglio 1895), una figlia del principe Guglielmo d'Assia-Kassel e di sua moglie, la principessa Luisa Carlotta di Danimarca, una sorella del re Cristiano VIII di Danimarca. Maria era una sorella maggiore della futura regina Luisa di Danimarca, moglie del re Cristiano IX di Danimarca.
Ebbero tre figlie:
- Adelaide Maria (25 dicembre 1833 -24 novembre 1916), sposò il 23 aprile 1851 al Adolfo, ultimo duca di Nassau e primo Granduca di Lussemburgo. L'attuale Granduca di Lussemburgo, Enrico, è il suo diretto discendente.
- Batilde (29 dicembre 1837 - 10 febbraio 1902), sposò il 30 maggio 1862 il principe Guglielmo di Schaumburg-Lippe. Sua figlia, Carlotta, era la moglie di Guglielmo II, l'ultimo re di Württemberg.
- Ilda Carlotta (13 dicembre 1839 - 22 dicembre 1926).

## Morte
Federico morì il 4 dicembre 1864 a Dessau. Maria gli sopravvisse per 30 anni e morì il 28 luglio 1895 al Castello di Hohenburg in Baviera.

## Ascendenza
|                                                |                                        |                                                   | Genitori                                            |  |  | Nonni |  |  | Bisnonni                               |  |  | Trisnonni                             |  |
|                                                |                                        |                                                   |                                                     |  |  |       |  |  | Leopoldo II, Principe di Anhalt-Dessau |  |  | Leopoldo I, Principe di Anhalt-Dessau |  |
|                                                |                                        |                                                   |                                                     |  |  |       |  |  | Leopoldo II, Principe di Anhalt-Dessau |  |  | Leopoldo I, Principe di Anhalt-Dessau |  |
|                                                |                                        | Anna Luisa Föhse                                  |                                                     |  |  |       |  |  | Leopoldo II, Principe di Anhalt-Dessau |  |  |                                       |  |
| Leopoldo III, Duca di Anhalt-Dessau            |                                        |                                                   |                                                     |  |  |       |  |  | Leopoldo II, Principe di Anhalt-Dessau |  |  |                                       |  |
|                                                |                                        | Gisella Agnese di Anhalt-Köthen                   | Leopoldo, Principe di Anhalt-Köthen                 |  |  |       |  |  |                                        |  |  |                                       |  |
|                                                |                                        | Gisella Agnese di Anhalt-Köthen                   | Leopoldo, Principe di Anhalt-Köthen                 |  |  |       |  |  |                                        |  |  |                                       |  |
|                                                |                                        | Gisella Agnese di Anhalt-Köthen                   | Federica Enrichetta di Anhalt-Bernburg              |  |  |       |  |  |                                        |  |  |                                       |  |
| Federico, Principe Ereditario di Anhalt-Dessau |                                        | Gisella Agnese di Anhalt-Köthen                   |                                                     |  |  |       |  |  |                                        |  |  |                                       |  |
|                                                |                                        | Federico Enrico, Margravio di Brandeburgo-Schwedt | Filippo Guglielmo, Margravio di Brandeburgo-Schwedt |  |  |       |  |  |                                        |  |  |                                       |  |
|                                                |                                        | Federico Enrico, Margravio di Brandeburgo-Schwedt | Filippo Guglielmo, Margravio di Brandeburgo-Schwedt |  |  |       |  |  |                                        |  |  |                                       |  |
|                                                |                                        | Federico Enrico, Margravio di Brandeburgo-Schwedt | Principessa Giovanna Carlotta di Anhalt-Dessau      |  |  |       |  |  |                                        |  |  |                                       |  |
| Margravia Luisa di Brandeburgo-Schwedt         |                                        | Federico Enrico, Margravio di Brandeburgo-Schwedt |                                                     |  |  |       |  |  |                                        |  |  |                                       |  |
|                                                |                                        | Leopoldina Maria di Anhalt-Dessau                 | Leopoldo I, Principe di Anhalt-Dessau               |  |  |       |  |  |                                        |  |  |                                       |  |
|                                                |                                        | Leopoldina Maria di Anhalt-Dessau                 | Leopoldo I, Principe di Anhalt-Dessau               |  |  |       |  |  |                                        |  |  |                                       |  |
|                                                |                                        | Leopoldina Maria di Anhalt-Dessau                 | Anna Luisa Föhse                                    |  |  |       |  |  |                                        |  |  |                                       |  |
| Principe Federico Augusto di Anhalt-Dessau     |                                        | Leopoldina Maria di Anhalt-Dessau                 |                                                     |  |  |       |  |  |                                        |  |  |                                       |  |
|                                                | Federico IV, Langravio d'Assia-Homburg | Casimiro Guglielmo d'Assia-Homburg                |                                                     |  |  |       |  |  |                                        |  |  |                                       |  |
|                                                | Federico IV, Langravio d'Assia-Homburg | Casimiro Guglielmo d'Assia-Homburg                |                                                     |  |  |       |  |  |                                        |  |  |                                       |  |
|                                                | Federico IV, Langravio d'Assia-Homburg | Cristina Carlotta di Solms-Braunfels              |                                                     |  |  |       |  |  |                                        |  |  |                                       |  |
| Federico V, Langravio d'Assia-Homburg          | Federico IV, Langravio d'Assia-Homburg |                                                   |                                                     |  |  |       |  |  |                                        |  |  |                                       |  |
|                                                |                                        | Ulrica Luisa di Solms-Braunfels                   | Federico Guglielmo di Solms-Braunfels               |  |  |       |  |  |                                        |  |  |                                       |  |
|                                                |                                        | Ulrica Luisa di Solms-Braunfels                   | Federico Guglielmo di Solms-Braunfels               |  |  |       |  |  |                                        |  |  |                                       |  |
|                                                |                                        | Ulrica Luisa di Solms-Braunfels                   | Sofia Maddalena di Solms-Laubach                    |  |  |       |  |  |                                        |  |  |                                       |  |
| Amalia d'Assia-Homburg                         |                                        | Ulrica Luisa di Solms-Braunfels                   |                                                     |  |  |       |  |  |                                        |  |  |                                       |  |
|                                                |                                        | Luigi IX, Langravio d'Assia-Darmstadt             | Luigi VIII, Langravio d'Assia-Darmstadt             |  |  |       |  |  |                                        |  |  |                                       |  |
|                                                |                                        | Luigi IX, Langravio d'Assia-Darmstadt             | Luigi VIII, Langravio d'Assia-Darmstadt             |  |  |       |  |  |                                        |  |  |                                       |  |
|                                                |                                        | Luigi IX, Langravio d'Assia-Darmstadt             | Contessa Carlotta di Hanau-Lichtenberg              |  |  |       |  |  |                                        |  |  |                                       |  |
| Langravia Carolina d'Assia-Darmstadt           |                                        | Luigi IX, Langravio d'Assia-Darmstadt             |                                                     |  |  |       |  |  |                                        |  |  |                                       |  |
|                                                |                                        | Contessa Palatina Carolina di Zweibrücken         | Cristiano III, conte palatino di Zweibrücken        |  |  |       |  |  |                                        |  |  |                                       |  |
|                                                |                                        | Contessa Palatina Carolina di Zweibrücken         | Cristiano III, conte palatino di Zweibrücken        |  |  |       |  |  |                                        |  |  |                                       |  |
|                                                |                                        | Contessa Palatina Carolina di Zweibrücken         | Carolina di Nassau-Saarbrücken                      |  |  |       |  |  |                                        |  |  |                                       |  |
|                                                |                                        | Contessa Palatina Carolina di Zweibrücken         |                                                     |  |  |       |  |  |                                        |  |  |                                       |  |